# Lernantsk
Lernantsk là một đô thị thuộc tỉnh Lori, Armenia. Dân số ước tính năm 2011 là 1566 người.